# هدى ياسين
هدى ياسين إعلامية لبنانية وهي مديرة إذاعة بانوراما إف إم وهي أيضا مذيعة أخبار إم بي سي 1.

## مسيرتها
بدأت هدى ياسين العمل في مجال الإعلام منذ كان عمرها 16 عاما[بحاجة لمصدر] في إذاعة صوت البحر المتوسط والتي كانت تبث من جزيرة مالطا.وانتقلت بعد ذلك إلى لندن لتنظم إلى مركز تلفزيون الشرق الأوسط، وعملت في إذاعة إم بي سي إف أم حيث بدأت بتقديم برنامج «من لندن نحدثكم». وأيضا برنامج «سهاري»، وتحولت بعد ذلك لتقديم برنامج «توب تن» خلال عملها في إذاعة أم بي سي إف أم. قدمت بعض البرامج على شاشة أم بي سي منها «سينما 2000» وأيضا برنامج مسابقات في شهر رمضان. تعيش حاليا في دبي حيث انتقلت إليها مع انتقال شركة أم بي سي.عملت كمقدمة أخبار في قناة العربية وكانت تقدم برنامج (السلطة الرابعة) على نفس القناة، تزوجت سنة 2012 من الأعلامي زياد حمزة